# Estación Chilecito
Chilecito era una estación de ferrocarril ubicada la ciudad homónima, provincia de La Rioja, Argentina.

## Servicios
No presta servicios de pasajeros ni de cargas.
Sus vías e instalaciones corresponden al Ramal A3 del Ferrocarril General Belgrano.
Desde esta estación existía un cablecarril hacia la Mina La Mejicana.